# Salon de 1845
Le Salon de 1845 est une édition du Salon de peinture et de sculpture, une exposition artistique annuelle à Paris, en France. Il se tient en 1845. Charles Baudelaire en a fait la critique dans Salons.

## Œuvres présentées
- 305. Le Khalife de Constantine, par Théodore Chassériau.
- 435. La Madeleine dans le désert, par Eugène Delacroix.
- 436. Dernières paroles de l'empereur Marc Aurèle, par Eugène Delacroix.
- 438. Le Sultan du Maroc, par Eugène Delacroix.
- 876. Fleur des champs, par Louis Janmot.
- 1093. Portrait de M. de la Saussaye, membre de l'Institut, musée des Beaux-Arts de Blois, par Emma Leroux de Lincy[1].
- 1334. Bataille de Rivoli, 14 janvier 1797, par Henri Félix Emmanuel Philippoteaux.
- 1628. Prise de la smalah d'Abd-el-Kader, par Horace Vernet.
- 2038. Nymphe au scorpion, par Lorenzo Bartolini.